# 우래옥
우래옥은 대한민국 서울 중구에 위치한 유서 깊은 평양냉면 전문점이다. 서울에서 가장 오래된 평양냉면 식당이다. 이 식당은 미쉐린 가이드에서 빕 구르망 식당으로 선정되었다.
이 식당은 이전에 북한 평양에 명월관이라는 전신을 두었다. 명월관의 주인 장원일은 서울로 이주하여 1946년 을지로 거리에 서북관을 열었다. 한국 전쟁 중 안전을 위해 피난을 갔다가 돌아와 식당 이름을 우래옥으로 변경했다. 2024년까지 장원일의 쌍둥이 손녀들이 사업을 운영하고 있었다.
이 식당은 특히 냉면 가격이 비싸다는 평판이 있지만, 인기가 많고 서울에서 가장 훌륭한 냉면 중 하나로 꼽힌다고 알려져 있다. 오랫동안 꾸준히 방문하는 단골 손님층을 보유하고 있다고 한다.
이 식당은 대치동과 미국 워싱턴 D.C.에 다른 지점들을 가지고 있었으나, 2024년까지 이 두 지점은 모두 문을 닫았다. 또한 1993년에 개업하여 2012년에 폐점한 베벌리힐스 지점과 2011년에 폐점한 소호 지점도 있었다.
2017년에는 '더 우(The Woo)'라는 이름으로 재단장한 우래옥이 맨해튼 소호에 개업했다.